# Por Ávila
Por Ávila (XAV) es un partido político español creado en 2019 cuyo ámbito se circunscribe a la provincia de Ávila.

## Historia
Nacido como una escisión de antiguos militantes del Partido Popular en la provincia de Ávila en enero de 2019, pasó a ser presidido entonces por José Ramón Budiño, antiguo jefe de protocolo de la Diputación Provincial de Ávila e hijo del general Antonio Budiño, cabeza de lista de Vox por Pontevedra en las elecciones generales de España de abril de 2019.
El partido presentó lista tanto a las elecciones municipales de 2019 en diversos municipios de la provincia de Ávila (incluyendo su capital) como a las elecciones a las Cortes de Castilla y León de 2019 en la provincia de Ávila. La lista presentada en la capital, encabezada por Jesús Manuel Sánchez Cabrera (presidente de la Diputación entre junio de 2015 y marzo de 2019), obtuvo una mayoría simple de 11 concejales del pleno, mientras que los resultados totales en las municipales a lo largo de la provincia le hicieron ganar 4 escaños en el pleno de la diputación provincial. Obtuvo además 1 escaño de procurador en las Cortes de Castilla y León, el parlamento regional. En las Elecciones a las Cortes de Castilla y León de 2022, volvió a revalidar el escaño de procurador.

## Resultados electorales

### Elecciones generales

#### Congreso
| Año       | Líder                                 | Votos      | %    | Escaños |
| --------- | ------------------------------------- | ---------- | ---- | ------- |
| Nov.-2019 | Gonzalo Manuel González de Vega Pomar | 5.399 (#6) | 5,81 | 0/3     |
| 2023      | Pedro Pascual                         | 7.321 (#4) | 7,54 | 0/3     |

#### Senado
| Año  | Líder                            | Votos  | %     | Senado |
| ---- | -------------------------------- | ------ | ----- | ------ |
| 2019 | Laura Maíllo del Castillo García | 8.586  | 9,38  | 0/4    |
| 2019 | Ruth Pinado González             | 10.788 | 11,34 | 0/4    |

### Elecciones autonómicas
| Año  | Líder                    | Votos  | % (Ávila)  | Procuradores          |
| ---- | ------------------------ | ------ | ---------- | --------------------- |
| 2019 | Pedro José Pascual Muñoz | 9.455  | 9,60 (#4)  | 1/7(Escaños de Ávila) |
| 2022 | Pedro José Pascual Muñoz | 13.690 | 16,76 (#4) | 1/7(Escaños de Ávila) |

### Elecciones municipales
| Año  | Líder             | Votos  | %     | Concejales |
| ---- | ----------------- | ------ | ----- | ---------- |
| 2019 | José Ramón Budiño | 14.614 | 14,82 | 80/1290    |

| Año  | Líder             | Votos  | %     | Concejales |
| ---- | ----------------- | ------ | ----- | ---------- |
| 2023 | José Ramón Budiño | 17.442 | 18,97 | 141/1272   |